# Halvard Liander
Nils Halvard Liander, född 23 januari 1902 i Sundsvall, Västernorrlands län, död 8 augusti 1990 i Oskars församling, Stockholm, var en svensk civilingenjör, direktör och ämbetsman.
Han var verksam som vice VD inom Asea  och invaldes 1940 i Ingenjörsvetenskapsakademien, som 1970 tilldelade honom hedersledamotstecken. Invaldes 1950 även i Vetenskapsakademien.